# 周恩来同志纪念碑

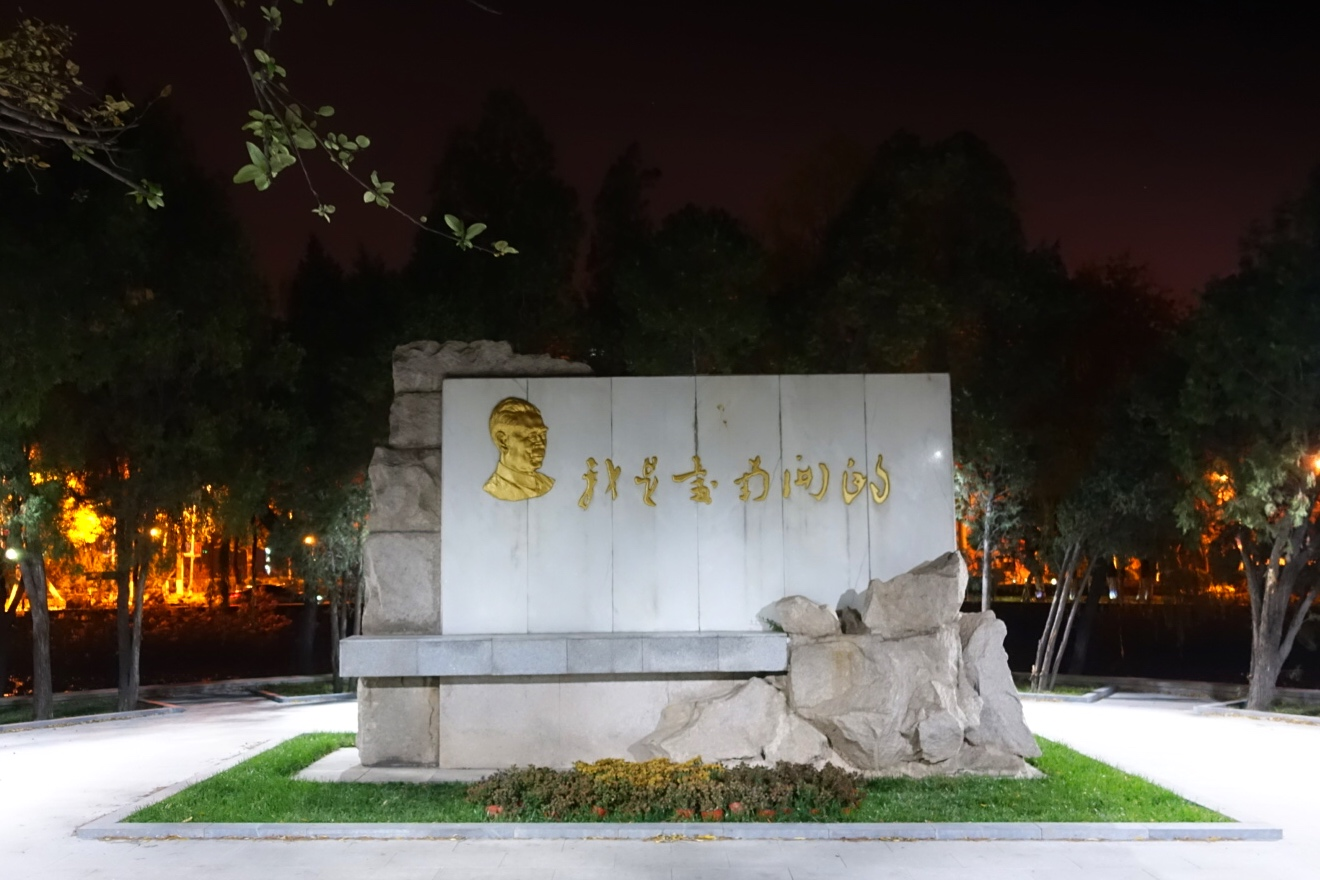
南开大学马蹄湖湖心岛落成的周恩来同志纪念碑

周恩来同志纪念碑，是1979年10月南开大学建校60周年之际，在该校八里台马蹄湖的湖心岛上树立的一座纪念周恩来的“周恩来同志纪念碑”，由时任中共中央政治局委员、国务院副总理方毅为纪念碑揭幕剪彩。纪念碑的设计者为南开大学建筑设计室张荷顺。纪念碑上有周恩来肖像浮雕和手书的“我是爱南开的”鎏金大字，背面是南开大学校长杨石先书写的碑文。

## 相关
- 周恩来邓颖超纪念馆